# Passeport maltais
Le passeport maltais est un document de voyage international délivré aux ressortissants maltais, et qui peut aussi servir de preuve de la citoyenneté maltaise. 